# Assassinato de Rafael Ramos e Wenjian Liu
Em 20 de dezembro de 2014, Ismaaiyl Abdullah Brinsley assassinou a tiros Rafael Ramos e Wenjian Liu, dois policiais em serviço do Departamento de Polícia de Nova York (NYPD), no bairro de Bedford–Stuyvesant, em Brooklyn. Após o crime, Brinsley fugiu para o Metropolitano de Nova York, onde cometeu suicídio. No mesmo dia, antes de matar Ramos e Liu, Brinsley havia baleado e ferido gravemente sua ex-namorada, Shaneka Thompson, em Baltimore, após inicialmente apontar a arma para sua própria cabeça.

## Contexto e eventos
O tiroteio ocorreu poucas semanas após a decisão de um grande júri de não indiciar o policial do NYPD Daniel Pantaleo, responsável pela morte de Eric Garner em 17 de julho de 2014. A decisão do grande júri gerou protestos generalizados em Nova York e em todo o país contra a brutalidade policial e a falta de responsabilização por esses atos. Os protestos também coincidiram com manifestações generalizadas em resposta à decisão de outro grande júri de não indiciar Darren Wilson, o policial que atirou em Michael Brown em Ferguson, Missouri, em 9 de agosto. A motivação de Brinsley para assassinar os policiais do NYPD foi impulsionada pela indignação com essas duas mortes.

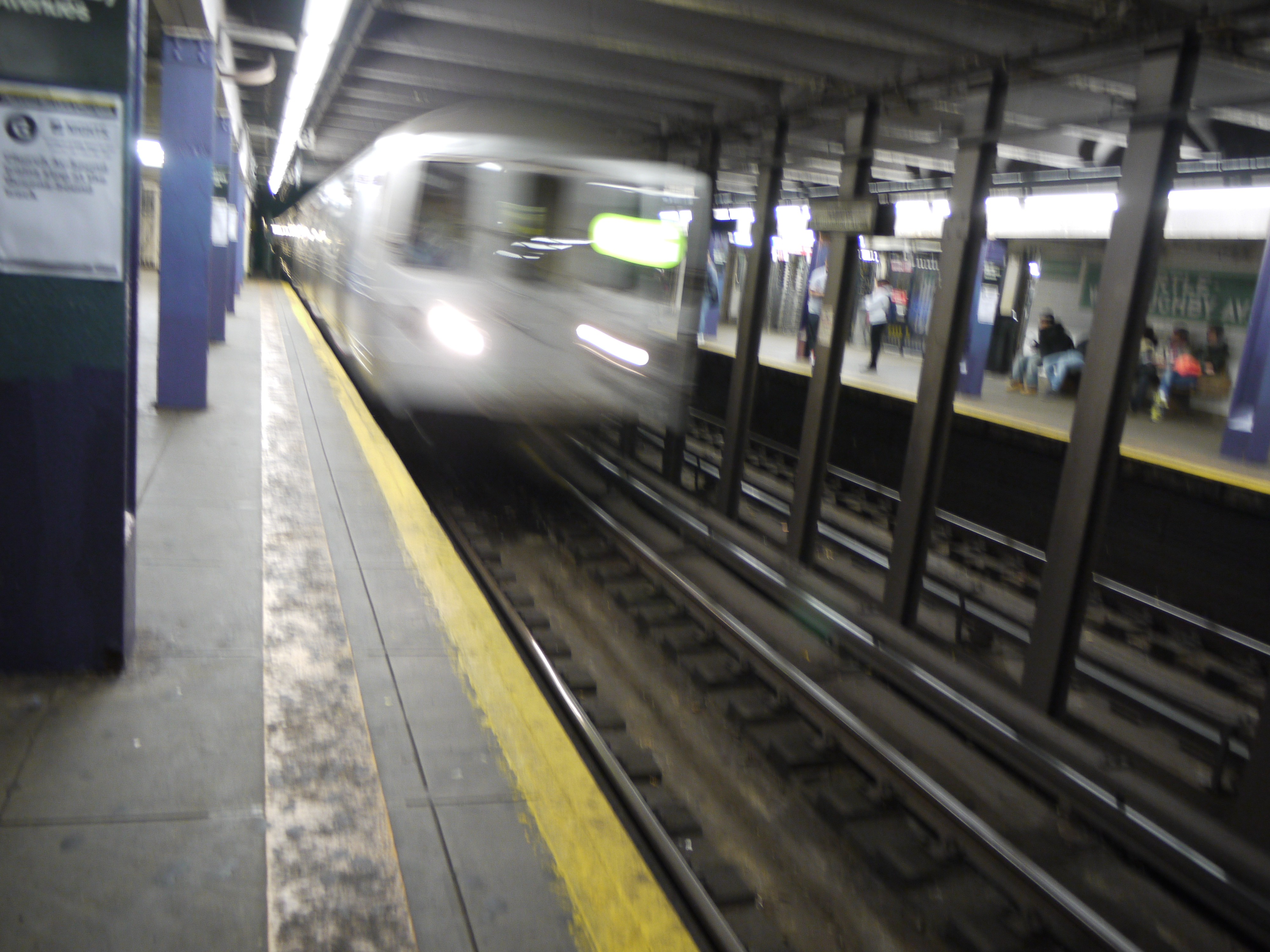
A estação de metrô Myrtle–Willoughby Avenues, onde Brinsley se suicidou após atirar fatalmente em dois policiais do NYPD

Antes de chegar ao Brooklyn de ônibus, Brinsley baleou e feriu gravemente sua ex-namorada de 29 anos, Shaneka Nicole Thompson, no subúrbio de Owings Mills, em Maryland, na manhã de sábado. O segundo tiroteio ocorreu na interseção da Myrtle Avenue com a Tompkins Avenue, um cruzamento movimentado no Brooklyn, próximo às Tompkins Houses. Brinsley se aproximou da janela do passageiro de uma viatura do NYPD ocupada por Rafael Ramos, de 40 anos, e Wenjian Liu, de 32 anos, da 84ª Delegacia do Brooklyn. Ele então disparou uma pistola semiautomática quatro vezes pela janela aberta, atingindo Ramos e Liu na cabeça e na parte superior do corpo, matando ambos os policiais instantaneamente. Dois funcionários da Con Ed que testemunharam o tiroteio notificaram a polícia. Após policiais do NYPD perseguirem Brinsley até o metrô, ele se matou com a pistola na estação de metrô Myrtle–Willoughby Avenues, segundo a polícia. Brinsley e os dois policiais foram levados ao Woodhull Hospital, onde todos foram declarados mortos na chegada.

## Policiais mortos

### Rafael Ramos
Rafael Ramos (9 de dezembro de 1974 – 20 de dezembro de 2014), casado e pai de dois filhos, residente de Glendale, Queens [en], ingressou no NYPD como agente de segurança escolar na Divisão de Segurança Escolar do Departamento de Polícia de Nova York, antes de ser promovido a policial em janeiro de 2012. Ele era ativo em sua igreja, Christ Tabernacle em Glendale, e havia estudado em um seminário. Ramos havia acabado de concluir um curso de treinamento para se tornar capelão voluntário. Ele planejava se dedicar ao ministério após se aposentar da polícia.
A Silver Shield Foundation, fundada pelo falecido proprietário do New York Yankees, George Steinbrenner, anunciou que pagaria pela educação de Jaden, filho de 13 anos de Ramos. O Bowdoin College informou que forneceria auxílio financeiro integral ao filho mais velho de Ramos, que na época era aluno do segundo ano da instituição, para que ele pudesse concluir seus estudos.
O funeral de Ramos e Liu, o maior funeral de policiais na história da cidade, foi realizado em 27 de dezembro em Glendale, com a presença de mais de 100 mil pessoas, incluindo figuras políticas como o vice-presidente Joe Biden. A cerimônia, com quase cinco horas de duração, foi transmitida mundialmente, com pessoas de todo o país prestando homenagens aos policiais mortos. Após o funeral, o corpo de Ramos foi levado ao Cemitério St. John em Middle Village, Queens [en], onde foi sepultado. Centenas de policiais viraram as costas para o prefeito Bill de Blasio durante seu discurso fúnebre.

### Wenjian Liu
Wenjian Liu (chinês tradicional: 劉文健, chinês simplificado: 刘文健, pinyin: Liú Wénjiàn; 8 de abril de 1982 – 20 de dezembro de 2014) era o único filho de imigrantes chineses Weitang Liu e Xiuyan Li. Ele e sua família chegaram aos Estados Unidos vindos de Taishan, Guangdong, na China, quando ele tinha 12 anos. Veterano de sete anos no NYPD, Liu casou-se com Peixia Chen em outubro de 2014. Ele não tinha filhos no momento de sua morte.
Após um velório em 3 de janeiro, que incluiu elementos de rituais chineses e budistas, o funeral de Liu foi realizado em 4 de janeiro na Ralph Aievoli & Son Funeral Home, em Dyker Heights, Brooklyn [en]. Em protesto contra a percepção de falta de apoio do prefeito de Blasio, alguns policiais presentes viraram as costas para a tela de vídeo que exibia seu discurso fúnebre; no entanto, de Blasio e o comissário do NYPD, Bill Bratton [en], também foram saudados na cerimônia. Após o funeral, o corpo de Liu foi levado ao Cemitério Cypress Hills em Cypress Hills, Brooklyn, onde foi sepultado. Após o enterro, um jantar póstumo, uma tradição chinesa para homenagear o falecido e enviar seu espírito ao céu, foi realizado em Sunset Park, Brooklyn [en].
De acordo com artigos da NBC News, New York Daily News e Global News, na noite da morte de Liu, a pedido de sua viúva, Chen, e com a aprovação de sua família, médicos realizaram a extração e coleta de seu sêmen para preservação, permitindo a Chen a chance de conceber um filho de Liu. Após ser inseminada artificialmente, Chen ficou grávida e, em julho de 2017, deu à luz uma menina chamada Angelina. No final de 2021, Chen tentou usar o plano de benefícios do NYPD de seu falecido marido para solicitar Benefícios de Sobrevivência Infantil junto à Administração do Seguro Social para sua filha, mas foi inicialmente negada duas vezes devido a uma definição legal desatualizada do termo "pais biológicos"; além disso, a negativa afirmava que Liu não forneceu um consentimento assinado com duas testemunhas para permitir o uso de seu espermatozoide para conceber um filho. Esses obstáculos foram finalmente superados quando o senador Andrew Gounardes, com a ajuda da governadora de Nova York [en] Kathy Hochul, interveio e conseguiu alterar a lei para reconhecer a validade de uma criança concebida por seus pais biológicos por meio de fertilização in vitro. Assim, Chen conseguiu reivindicar os Benefícios de Sobrevivência Infantil para sua filha.

## Perpetrador
Ismaaiyl Abdullah Brinsley (31 de outubro de 1986 – 20 de dezembro de 2014) possuía um extenso histórico criminal e estava afastado de sua família antes do tiroteio. Nascido em Brooklyn, ele tinha um registro de 19 prisões por posse de armas e roubo nos estados da Geórgia e Ohio. Brinsley foi condenado por posse ilegal de arma de fogo na Geórgia, onde residia na época do tiroteio. Supostamente, Brinsley tinha conexões com a Black Guerrilla Family [en], uma gangue prisional que, segundo informantes policiais, planejava ataques de vingança contra policiais, e com a Nuwaubian Nation [en], um culto supremacista negro originário da Geórgia. No entanto, uma fonte não identificada de aplicação da lei federal afirmou que não havia conexões aparentes. Daniel McCall, advogado nomeado para representar Brinsley na Geórgia, afirmou que ele não era difícil de representar e que nenhum problema psiquiátrico foi observado na época.
No dia do ataque, Brinsley tentou cometer suicídio com sua arma antes de matar os policiais, mas foi dissuadido por sua namorada, Shaneka Nicole Thompson, a quem ele então baleou. Brinsley também tentou suicídio um ano antes. Após o tiroteio, Brinsley teria ligado para a mãe de Thompson e outros familiares, alegando que o tiroteio foi um acidente. Brinsley escreveu em sua conta no Instagram sobre sua intenção de matar policiais como retaliação pelas recentes mortes de Michael Brown e Eric Garner. Na postagem, feita mais tarde naquele dia enquanto estava em um ônibus para Nova York, ele escreveu: "Estou colocando asas em porcos hoje ... Eles levam 1 dos nossos ... Vamos levar 2 dos deles. [sic]" Naquele momento, o Departamento de Polícia do Condado de Baltimore rastreava os movimentos de Brinsley de Baltimore para Nova York e enviou um fax ao NYPD sobre suas intenções apenas um minuto antes dos assassinatos.

## Reações

### Autoridades governamentais atuais e anteriores

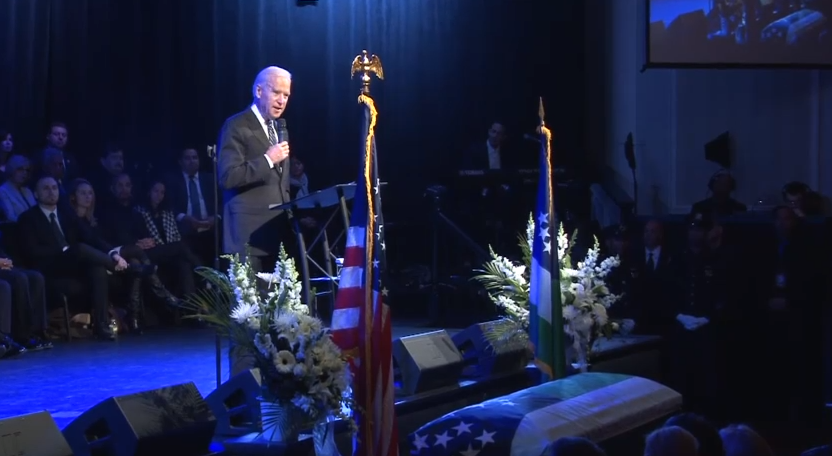
Vice-presidente Joe Biden discursando no funeral de Wenjian Liu e Rafael Ramos

O presidente dos EUA, Barack Obama, declarou: "Condeno incondicionalmente o assassinato de dois policiais em Nova York hoje. Dois homens corajosos não voltarão para casa com seus entes queridos esta noite, e não há justificativa para isso. Os policiais que servem e protegem nossas comunidades arriscam sua própria segurança pela nossa todos os dias — e eles merecem nosso respeito e gratidão todos os dias. Esta noite, peço às pessoas que rejeitem a violência e palavras que ferem, e se voltem para palavras que curam — oração, diálogo paciente e solidariedade com os amigos e familiares dos caídos."
O presidente do distrito de Brooklyn, Eric Adams, ex-policial, afirmou: "Aqueles que pediam reforma policial não estavam pedindo retaliação policial... o sangue não está nas mãos do prefeito."
O ex-governador de Nova York, George Pataki, culpou autoridades atuais. Ele tuitou: "Enfermo por esses atos bárbaros, que, infelizmente, são um resultado previsível da retórica divisiva anti-polícia de Eric Holder e do prefeito de Blasio." O ex-prefeito, Rudolph Giuliani, respondeu que isso não era verdade e classificou essa retórica como uma reação exagerada.
O ex-prefeito de Nova York, Rudolph Giuliani, acusou Obama de criar um ambiente hostil contra a polícia, declarando: "Tivemos quatro meses de propaganda, começando pelo presidente, de que todos deveriam odiar a polícia. Não me importa como você queira descrever isso, é disso que se tratam esses protestos."

### Policiais do NYPD e sindicato
Quando o prefeito Bill de Blasio e sua comitiva passaram pelo corredor do terceiro andar do Hospital Woodhull, onde os dois policiais foram declarados mortos horas antes, dezenas de policiais do NYPD viraram as costas para o prefeito em silêncio, em protesto por sua percebida falta de apoio. Antes, de Blasio havia se aproximado de um grupo de policiais no hospital e dito: "Estamos todos juntos nisso." Em resposta, um policial disse: "Não, não estamos."
O presidente do sindicato Patrolmen's Benevolent Association, Patrick J. Lynch, culpou de Blasio e os manifestantes da decisão do grande júri no caso Garner por incitarem hostilidade contra o NYPD. Ele disse: "Há sangue em muitas mãos esta noite. Aqueles que incitaram a violência nas ruas sob o pretexto de protesto, que tentaram desmantelar o que os policiais de Nova York fazem todos os dias. Tentamos avisar que isso não podia continuar, que não deveria ser tolerado. Esse sangue nas mãos começa nos degraus da prefeitura, no escritório do prefeito."
O presidente da Ordem Fraternal de Polícia, Chuck Canterbury, pediu ao Congresso que considerasse classificar crimes contra policiais como crimes de ódio. Ele afirmou: "Meus pensamentos e orações nas últimas semanas estiveram com as famílias dos policiais que, com malícia e premeditação, foram baleados apenas por serem policiais."

### Grupos de direitos civis
O organizador de protestos Charles Wade declarou sobre os grupos de direitos civis: "Todos nós dissemos que isso é algo horrível que não deveria ter acontecido. Eu digo repetidamente que sou contra a violência policial, e não contra os policiais em geral. Tenho problema com policiamento inadequado, violência policial e impunidade policial." O reverendo Al Sharpton afirmou: "Desde o início, enfatizamos que esta é uma busca por justiça para fazer o sistema funcionar de forma justa para todos. Não se trata de tentar tomar as coisas em nossas próprias mãos. Isso não resolve o problema da brutalidade policial."
A Associação Nacional para o Progresso das Pessoas de Cor emitiu uma declaração condenando os assassinatos.

### Público
O pastor Michael A. Walrond Jr., da Primeira Igreja Batista de Corinto, em Harlem, disse: "Este momento trágico pode ser uma oportunidade para as pessoas se entenderem. A dor de uma mãe cujo filho está morto no chão é a mesma dor de um menino de 13 anos que perdeu seu pai policial. Minha esperança é que isso choque as pessoas para que se unam."
De acordo com o The Daily Beast, alguns transeuntes na cena do crime teriam aplaudido e expressado apoio ao ataque.

### Entretenimento
Muitos rappers, como Azealia Banks e Lecrae, também postaram no Twitter, condenando o assassinato seguido de suicídio.
O rapper The Game tuitou: "Acho que vocês também 'não conseguem respirar'", referindo-se ao slogan "I can't breathe", o que gerou críticas.

### Mídia
Bob McManus, colunista do New York Post, criticou autoridades governamentais por não condenarem a sede de sangue de manifestantes que exigiam "policiais mortos" em retaliação pela morte de Eric Garner. Embora não tenha atribuído o tiroteio diretamente a líderes políticos, um editorial no The Wall Street Journal argumentou que líderes políticos falharam ao não responder ao cântico dos manifestantes — "O que queremos? Policiais mortos." — e que tal falha "contribuiu para um clima público de suspeita e ódio contra a polícia, no qual um homem como Ismaaiyl Brinsley, em sua mente perturbada, acha justificado perseguir e executar dois policiais em serviço." O Newsday defendeu o prefeito de Nova York, Bill de Blasio, afirmando que ele não criou a animosidade contra a polícia, que é antiga em alguns setores; o editorial destacou que o prefeito condenou ataques físicos anteriores contra policiais por manifestantes.
Como resultado do movimento de protesto, também houve pedidos para reformar ou abolir o processo de grande júri.

### Famílias
Jaden Ramos, filho do policial Ramos, postou no Facebook: "Hoje tive que me despedir do meu pai. Ele esteve presente para mim todos os dias da minha vida, ele foi o melhor pai que eu poderia pedir. É horrível que alguém seja baleado e morto apenas por ser policial. Todos dizem que odeiam policiais, mas são eles que as pessoas chamam quando precisam de ajuda. Sempre te amarei e nunca te esquecerei. Descanse em paz, papai."
Richard Gonzales, primo de Ramos, pediu aos cidadãos que se unissem e perdoassem o atirador.

## Consequências
Em 22 de dezembro, de Blasio pediu que os manifestantes anti-polícia "suspendessem as manifestações". No mesmo dia, o comissário do NYPD, William Bratton, afirmou que os assassinatos foram um "desdobramento direto dessa questão [dos protestos]". Alguns manifestantes emitiram condenações gerais contra a polícia, chamando-os de "racistas e pior", segundo o The New York Times. Embora as investigações sobre a motivação de Brinsley continuem, Bratton concluiu que "os protestos serviram de inspiração para o homem perturbado."
Seis pessoas foram presas por fazerem ameaças terroristas contra policiais do NYPD na semana seguinte ao tiroteio. Após uma diretiva do sindicato policial em dezembro de 2014, os policiais foram orientados a enviar duas viaturas para cada chamada. Isso resultou em uma falta de recursos policiais e, consequentemente, uma queda de 94% nas intimações por infrações menores e uma redução de 66% nas prisões.

### Agressão a Karim Baker
Em abril de 2016, os policiais Angelo Pampena e Robert Carbone foram acusados de agredir o carteiro Karim Baker em retaliação, que, sem saber, havia dado direções a Brinsley. A agressão teria ocorrido quando os policiais abordaram Baker em outubro de 2015; segundo o promotor do Queens, Baker estava sentado em seu carro quando os policiais o socaram e chutaram várias vezes, arrastando-o para fora do veículo. O advogado de Baker afirmou que ele sofreu lesões na coluna, joelho e rosto, o que o impediu de retornar ao trabalho. Pampena declarou em uma queixa criminal que os policiais abordaram Baker porque ele havia estacionado seu carro diretamente em frente a um hidrante, mas imagens de câmeras de segurança mostraram o carro de Baker estacionado a mais de 4,5 metros do hidrante. Havia gravações de áudio do incidente baseadas em chamadas para o 911 feitas pelo celular de Baker durante o ocorrido. O caso criminal contra Baker foi arquivado com o processo selado. Em março de 2017, os policiais foram considerados não culpados de todas as acusações pelo juiz Michael Aloise, e o caso foi selado. No entanto, uma ação judicial movida por Baker foi resolvida por US$ 1,5 milhão em outubro de 2019.

## Comemorações

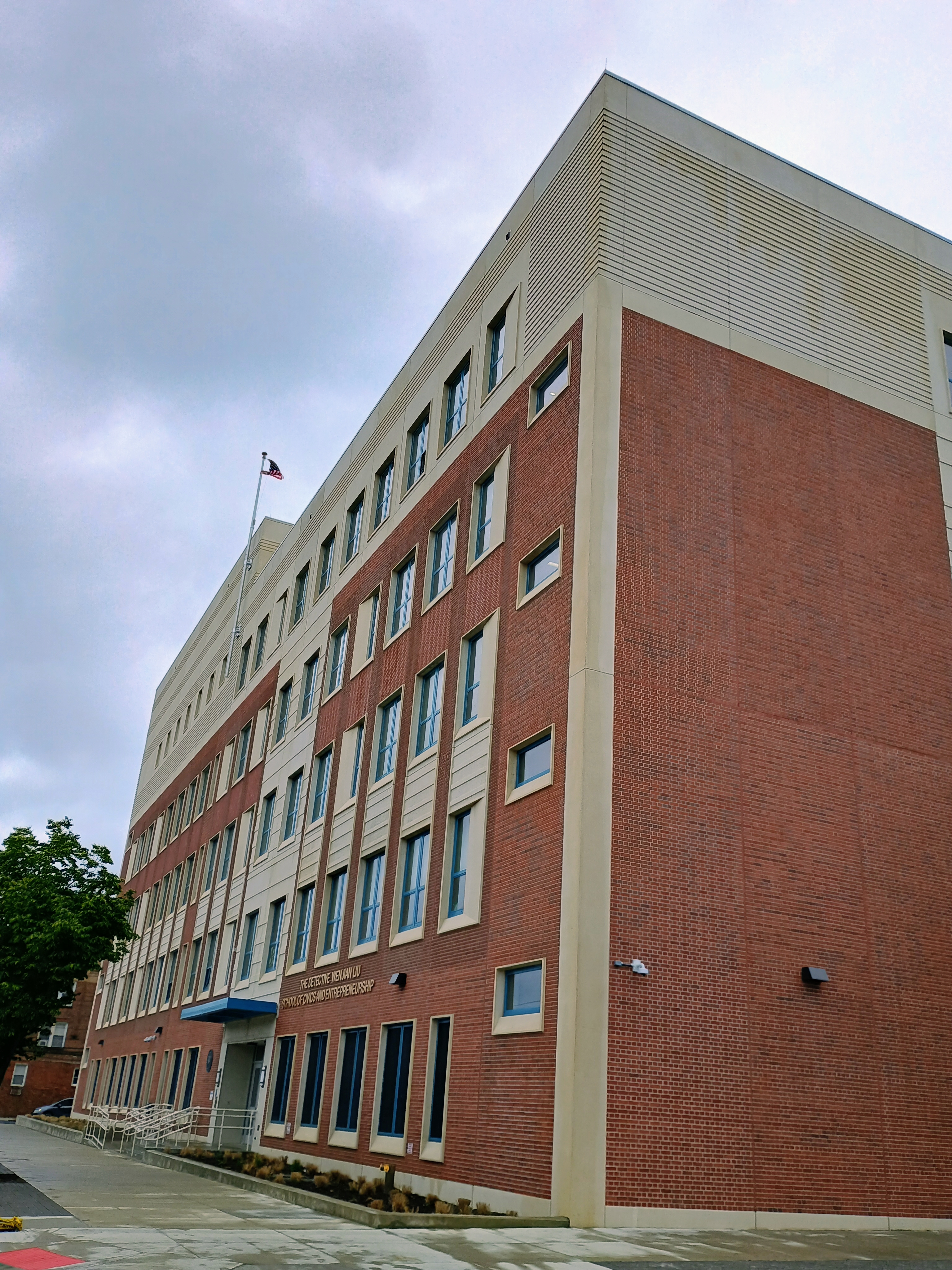
Escola no Brooklyn nomeada em homenagem ao detetive Liu

Em fevereiro de 2015, um projeto de lei para co-nomear ruas em homenagem a Liu e Ramos — cada uma no bairro onde viviam — foi aprovado pelo Conselho Municipal e assinado por de Blasio. Cerimônias para revelar a Detective WenJian Liu Way em Gravesend e a Detective Rafael L. Ramos Way em Cypress Hills foram realizadas em junho daquele ano.
A viúva de Ramos, Maritza, criou a Fundação Detetive Rafael Ramos, cujo objetivo é melhorar as relações entre comunidades e as forças policiais. A viúva de Liu, Sanny, criou a Fundação Detetive WenJian Liu, que treina cães de terapia para ajudar famílias de socorristas.
Em maio de 2024, a P.S. 331 no Brooklyn foi renomeada como Escola de Civismo e Empreendedorismo Detetive WenJian Liu.
Em setembro daquele ano, a P.S. 54 no Brooklyn foi renomeada como Escola Detetive Rafael Ramos, uma Escola Magnet de Ciência Ambiental, Tecnologia e Bem-Estar Comunitário. Também foi anunciado que um cão policial foi nomeado Ralfie em homenagem a Ramos.